# Timmia longiseta
Timmia longiseta là một loài rêu trong họ Timmiaceae. Loài này được (Hedw.) Spreng. mô tả khoa học đầu tiên năm 1804.